# دومينيك إيتشيسون
دومينيك إيتشيسون (بالإنجليزية: Dominic Aitchison)‏ هو موسيقي وكاتب أغاني بريطاني، ولد في 11 أكتوبر 1976 في Balfron ‏ في المملكة المتحدة.